# Hymenocallis ornata
Hymenocallis ornata är en amaryllisväxtart som först beskrevs av Carl David Bouché, och fick sitt nu gällande namn av Max Joseph Roemer. Hymenocallis ornata ingår i släktet Hymenocallis och familjen amaryllisväxter. Inga underarter finns listade i Catalogue of Life.